# Portugués de la costa norte
Portugués de costa norte és un dialecto del idioma portugués hablado en los estados brasileños de Ceará, Piauí y Maranhão (más específicamente en Fortaleza y su región metropolitana, y también en el Norte Cearense y Noroeste Cearense, Sertón de Crateús, Sertón Central, muchas ciudades del Bajo y Medio Jaguaribe, algunas ciudades del Sertón de Inhamuns, Teresina y São Luís y sus respectivas regiones metropolitanas, allá de la costa y centronorte del Piauí y nordeste del Maranhão), que tiene variaciones internas, como en Jaguaribe, Teresina y São Luís.

## Características principales
- Preferencia por el pronombre "tu" en lugar de "você (usted)", pero siempre usando a ambos en la tercera persona del singular, estando el uso de los dos pronombres relacionado con el nivel de intimidad entre las personas.[1] A diferencia de lo que ocurre en Estado de Río de Janeiro, entre los dos pronombres hay una correspondencia entre las formas oblicuas y posesivas.
- La apertura de las vocales pretónicas [e] y [o] para [ɛ] y [ɔ], relacionado con un estado de armonía vocálica de trazo sobre la vocal de la sílaba posterior, allá de la reducción y neutralización vocálicas, donde tenemos, por ejemplo, "hotel" pronunciado como [ɔ'tɛw] y "lotería" como [lote'ɾiɐ].[2][3]
- Cambio de los fonemas [ʎ] y [ɲ] por [i] y reducción de las sílabas que tienen eses fonemas, representados en portugués por "lh" y "nh", respectivamente, y en español por "ll" y "ñ".[4]
- Sonido de "r" débil o fuerte, dependiendo de su posición en las sílabas (generalmente, fuerte en principio y medio y débil en sílabas finales). También no se da la pronunciación de la "r" al final de las palabras.
- Transformación de [e] y [ẽ] en [i] o [ĩ], y de [o] y [õ] en [u] o [ũ].
- Palatalización de fricativas [s] y [z] en [ʃ] o [ʒ] solo cuando las siguen "t" y "d".
- En la mayor parte de la región donde se habla el dialecto la pronunciación "d" y "t" antes de la vocal [i], también representada por "e", es africada para [dʒi] y [tʃi]. Pero hay intercambio fonético algunas o muchas veces en regiones vecinas que hablan el portugués del Centronordeste brasileño.
- En ciertas palabras escritas con "v" (representando [v]), "j" o "ge/gi" (representando el fonema [ʒ]), y "s", "x" o "z" (solamente representando el fonema [z]), hay neutralización de eses fonemas para [ɦ] ("r" fuerte).[5]
- Este dialecto del portugués se caracteriza, particularmente, por tener una amplia gama de palabras y expresiones típicas, quizás siendo la característica principal del mismo.[6] Expresiones como "mah" (abreviatura  de macho, "varón") y "abirobado" (algo como "loco" en español) motivaron a varias personas a hacer un diccionario con estas expresiones y difundir la cultura de la gente de Ceará en Brasil y en todo el mundo.[7][8] Estas expresiones también forman parte del humor cearense, característica típica de esa gente.